# Šeri
Šêri (prevzeto iz angleške besede sherry, špansko jerez) je ojačano vino iz belega grozdja sorte Palomino, ki ga pridelujejo v okolici mesta Jerez v Andaluziji (Španija). Šeri vsebuje 15–21 % alkohola. Vina podobnih lastnosti izdelujejo tudi na bližnjih območjih Manzanilla – Sanlúcar de Barrameda in Montilla – Morilles. 
Šeri ima posebno barvo, zlasti pa poseben vonj in okus, predvsem zaradi bolj ali manj intenzivnega razvoja šeri kvasovk na površini vina; v nepolni posodi naredijo prevleko (flor) in s svojo presnovo ustvarjajo za ta vina značilne aromatične snovi. Po zaključku fermentacije šeri ojačajo z brandyjem. Ker je proces fermentacije zaključen, so šeriji v začetku suha vina; ves morebiten sladkor je dodan naknadno. Staranje poteka po postopku solera, pri katerem del vsebine 500-litrskih sodov, zloženih v nadstropjih, vsako leto odtočijo nadstropje nižje, tako da je v vsakem sodu mešanica vina različnih starosti, najstarejša kombinacija pa je na dnu. Iz nje vsako sezono odtočijo vino, ki gre v ustekleničenje, mlado vino pa dodajo v zgornji sod.
Poznamo več tipov teh vin, med njimi: 
- fino, slamnato rumeno, delikatnega buketa z mandljevo aromo, suho, s 15–17,5 vol. % alkohola, primerno kot aperitiv;
- amontillado, jantarno rumene barve, intenzivnega buketa po orehih, največkrat polsuho, z nekaj več alkohola kakor fino (16–18 vol. %), dobljeno s še daljšim ležanjem v sodih kakor fino;
- oloroso, temno zlato rumene (staro zlato) barve z aromo po lešnikih, bogato in polno, večinoma polsladko, z 18–20 vol. % alkohola in lepo zrelostjo, zaradi dodatka zgoščenega mošta osnova vseh sladkih sherryjev;
- cream, pravzaprav sladki oloroso z aromo sorte pedro ximénez, močne barve, sladko, okus spominja na rozine.

### Zaščita označbe porekla
Šeri ima zaščiteno označbo porekla v Evropski uniji; vino s tem imenom lahko izdelujejo samo v trikotnem območju med naselji Jerez, Sanlúcar de Barrameda in El Puerto de Santa María v Andaluziji. Njegova zaščita je starejša od sistema zaščitene označbe porekla in sega v leto 1933 kot rezultat dolgotrajnega prizadevanja pridelovalcev za zaščito imena. Kljub temu izraz uporabljajo tudi v Združenih državah Amerike kot pol-generično oznako za podobna vina, ki jih tržijo kot »kalifornijski šeri« ali »ameriški šeri«.